# Марторељ
Марторељ (шп. Martorell) град је у Шпанији у аутономној заједници Каталонија у покрајини Барселона. Према процени из 2017. у граду је живело 27 645 становника.

## Становништво
Према процени, у граду је 2017. живело 27 645 становника.
| 2017.  |
| ------ |
| 27.645 |

## Партнерски градови
- Borgo a Mozzano
- Sant'Olcese